# Irwiniella nana
Irwiniella nana är en tvåvingeart som först beskrevs av Thomas Vernon Wollaston 1858.  Irwiniella nana ingår i släktet Irwiniella och familjen stilettflugor.
Artens utbredningsområde är Madeira. Inga underarter finns listade i Catalogue of Life.